# Шелтон, Кайри
Ка́йри Лама́р Ше́лтон (англ. Khiry Lamar Shelton, род. 26 июня 1993, военная база Форт-Карсон, штат Колорадо, США) — американский футболист, нападающий клуба «Спортинг Канзас-Сити».

## Клубная карьера
С 2011 по 2014 годы Шелтон выступал за студенческую команду Университета штата Орегон.
15 января 2015 года на Супердрафте MLS Шелтон был выбран под общим вторым номером клубом «Нью-Йорк Сити». Его дебют за команду пришёлся на первую в истории «Нью-Йорк Сити» игру в лиге — гостевой матч с «Орландо Сити» 8 марта 2015 года, закончившийся ничьей со счётом 1:1, где он на 62-й минуте заменил Мехди Баллуши. В своём первом сезоне за «Сити» Шелтон принял участие в 17 играх и забил 1 гол, 15 мая поразив ворота «Чикаго Файр».
14 декабря 2017 года Шелтон был обменян в «Спортинг Канзас-Сити» на Саада Абдул-Салаама. Дебютировал за «Спортинг КС» 10 марта 2018 года в матче против «Чикаго Файр». 20 мая 2018 года в матче против «Миннесоты Юнайтед» забил свой первый гол за «Спортинг КС». В сезоне 2018 из-за различных травм пропустил 14 матчей. По окончании сезона 2018 контракт Шелтона истёк и «Спортинг Канзас-Сити» предложил ему новое соглашение.
5 января 2019 года Шелтон подписал контракт до лета 2021 года с клубом Второй Бундеслиги «Падерборн 07». Пропустив пять первых матчей второй половины сезона из-за разрыва медиальной коллатеральной связки, в подэлитном дивизионе Германии дебютировал 2 марта 2019 года в матче против «Санкт-Паули», выйдя на замену в концовке. В составе «Падерборна» вышел в высший дивизион, дебютировал в Первой Бундеслиге 28 сентября 2019 года в матче против «Баварии», выйдя на замену в концовке.
9 декабря 2019 года «Спортинг Канзас-Сити» объявил о возвращении Шелтона, с ним был подписан трёхлетний контракт с опцией продления ещё на один год.

## Международная карьера
В декабре 2010 года Шелтон в составе сборной США до 18 лет принимал участие в международном турнире в Израиле, где сыграл во всех трёх встречах сборной.
В марте 2015 года Шелтон принимал участие в товарищеских матчах олимпийской сборной США с олимпийскими сборными Боснии и Герцеговины и Дании, в ноябре того же года играл в двух товарищеских матчах с олимпийской сборной Бразилии. В марте 2016 года Шелтон был в составе олимпийской сборной США, уступившей в борьбе за путёвку на футбольный турнир Олимпийских игр в Рио-де Жанейро олимпийцам Колумбии в матчах плей-офф квалификации, в первом из которых остался в запасе, а в ответном вышел на замену.
В январе 2016 года Шелтон был приглашён в тренировочный лагерь национальной сборной США в преддверии товарищеских матчей со сборными Исландии 31 января и Канады 5 февраля, но на первый матч заявлен не был, а во втором остался на скамейке запасных.

## Статистика выступлений
| Выступление                      | Выступление          | Выступление      | Лига | Лига | Плей-офф | Плей-офф | Кубок | Кубок | Континент. | Континент. | Итого | Итого |
| Клуб                             | Лига                 | Сезон            | Игры | Голы | Игры     | Голы     | Игры  | Голы  | Игры       | Голы       | Игры  | Голы  |
| -------------------------------- | -------------------- | ---------------- | ---- | ---- | -------- | -------- | ----- | ----- | ---------- | ---------- | ----- | ----- |
| Нью-Йорк Сити                    | MLS                  | 2015             | 17   | 1    | —        | —        | 0     | 0     | —          | —          | 17    | 1     |
| Нью-Йорк Сити                    | MLS                  | 2016             | 22   | 4    | 2        | 0        | 1     | 0     | —          | —          | 25    | 4     |
| Нью-Йорк Сити                    | MLS                  | 2017             | 15   | 1    | 0        | 0        | 0     | 0     | —          | —          | 15    | 1     |
| Нью-Йорк Сити                    | Итого                | Итого            | 54   | 6    | 2        | 0        | 1     | 0     | —          | —          | 57    | 6     |
| Спортинг Канзас-Сити             | MLS                  | 2018             | 20   | 2    | 3        | 0        | 1     | 0     | —          | —          | 24    | 2     |
| Спортинг Канзас-Сити             | Итого                | Итого            | 20   | 2    | 3        | 0        | 1     | 0     | —          | —          | 24    | 2     |
| Своуп Парк Рейнджерс (фарм-клуб) | USL                  | 2018             | 2    | 0    | —        | —        | —     | —     | —          | —          | 2     | 0     |
| Своуп Парк Рейнджерс (фарм-клуб) | Итого                | Итого            | 2    | 0    | —        | —        | —     | —     | —          | —          | 2     | 0     |
| Падерборн 07                     | 2-я Бундеслига       | 2018/19          | 2    | 0    | —        | —        | 0     | 0     | —          | —          | 2     | 0     |
| Падерборн 07                     | Бундеслига           | 2019/20          | 2    | 0    | —        | —        | 2     | 0     | —          | —          | 4     | 0     |
| Падерборн 07                     | Итого                | Итого            | 4    | 0    | —        | —        | 2     | 0     | —          | —          | 6     | 0     |
| Падерборн 07 II (фарм-клуб)      | Оберлига «Вестфалия» | 2018/19          | 5    | 2    | —        | —        | —     | —     | —          | —          | 5     | 2     |
| Падерборн 07 II (фарм-клуб)      | Оберлига «Вестфалия» | 2019/20          | 6    | 5    | —        | —        | —     | —     | —          | —          | 6     | 5     |
| Падерборн 07 II (фарм-клуб)      | Итого                | Итого            | 11   | 7    | —        | —        | —     | —     | —          | —          | 11    | 7     |
| Спортинг Канзас-Сити             | MLS                  | 2020             | 0    | 0    | 0        | 0        | 0     | 0     | —          | —          | 0     | 0     |
| Спортинг Канзас-Сити             | Итого                | Итого            | 0    | 0    | 0        | 0        | 0     | 0     | —          | —          | 0     | 0     |
| Всего за карьеру                 | Всего за карьеру     | Всего за карьеру | 91   | 15   | 5        | 0        | 4     | 0     | —          | —          | 100   | 15    |